# شعر کودک

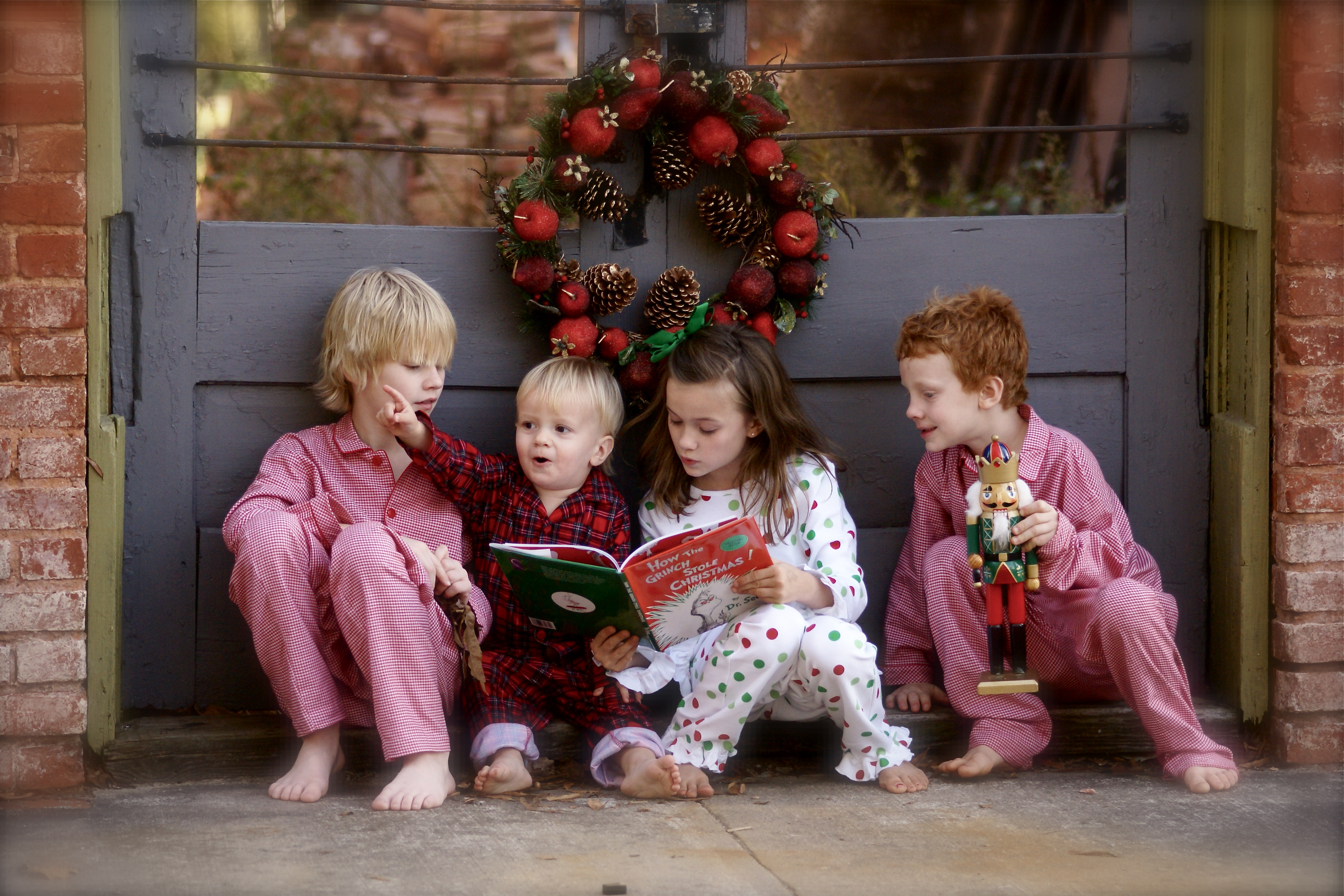
چهار کودک در حال خواندن «چگونه گرینچ، کریسمس را دزدید!» اثر دکتر زوس

شعر کودک شعری است که برای کودکان سروده شده یا مناسب کودکان است. این نوع شعر ممکن است شامل شعر عامیانه (به عنوان مثال دویدم و دویدم یا لی‌لی لی‌لی حوضک)، شعری که عمدتاً برای نوجوانان سروده شده‌است (به عنوان مثال آثار شل سیلوراستاین) شعری که در اصل برای بزرگسالان سروده شده، اما مناسب نوجوانان است (مانند آثار اوگدن نش) یا شعرهای برگرفته از آثار منثور (لوئیس کارول، رودیارد کیپلینگ) باشد.

## تاریخچه
شعر معمولاً یکی از اولین شکل از ادبیات است که به کودک در قالب شعر موزون یا لالایی مهد کودک ارائه می‌شود. شعر در سراسر جهان به صورت بخشی از سنت‌های شفاهی گسترده‌است و از طریق ترانه‌ها و متلها به نسل جوان منتقل می‌شود. شعر مکتوب، اولین بار در قرن پانزدهم میلادی با ارائه آموزه‌های اخلاقی مذهبی آغاز شد. در قرن هجدهم، مفهوم کودکی بیشتر مورد توجه قرار گرفت و ژانر جداگانه ای از ادبیات کودکان، از جمله شعر، ظهور کرد.

## اهمیت
آشنایی کودکان با شعر باعث افزایش مهارت‌های یادگیری آنها می‌شود؛ از طریق ساختار ریتمیک مصرعهایی که باعث آشنایی کودک با کلمات جدید و ناشناخته می‌شود؛ همچنین از طریق آشنایی با واج‌ها از طریق گام‌های موسیقی، انعطاف و میزان صدا؛ افزایش قدرت حفظ کردن از طریق الگوهای تکرار شونده، ابراز وجود و خودبیانگری از طریق خلاقیت و احساس کلمات؛ آگاهی فیزیکی از تنفس، حرکات دهان و سایر حرکات همزمان با آهنگ شعر.

## شاعران کودک مشهور
- آلن اهلبرگ (متولد ۱۹۳۸) یکی از محبوب‌ترین نویسندگان کودک در انگلیس است. نویسنده بیش از صد کتاب.
- فرانسیسکو آلارکن (۱۹۵۴–۲۰۱۶) برای اولین بار در سال ۱۹۹۷ شروع به نوشتن شعر برای کودکان کرد، زیرا متوجه شد تعداد کمی کتاب کودک توسط نویسندگان لاتین نوشته شده‌است. شعرهای او مینیمالیستی و خودمانی است و غالباً در نسخه‌های دو زبانه منتشر می‌شود.
- والری بلوم (b.1956) شاعری اصالتاً جامائیکایی و یک رمان‌نویس ساکن بریتانیا است.
- رولد دال (۱۹۱۶–۱۹۹۰) یکی از موفق‌ترین نویسندگان کودک در جهان است: حدود سی میلیون کتاب او فقط در انگلستان فروخته شده‌است. مجموعه شعر دهل، قافیه‌های شورشی، تفسیری دوباره از شش قصه معروف است که به جای پایان بندی‌های شاد همیشگی و سنتی، شامل پایان‌های غافلگیرانه است.[۵] شعرها و داستانهای دال در میان کودکان محبوب است زیرا او از زاویه دید آنها می‌نویسد - در کتابهای او بزرگسالان اغلب اشرار یا افراد احمق هستند!
- پل فلیشمن (متولد ۱۹۵۲) بیشتر برای مجموعه خود به نام صدای شاد: شعرهایی برای دو صدا، برنده مدال نیوبری ۱۹۸۹ شناخته شده‌است.
- نیکی جیووانی (متولد ۱۹۴۳) یکی از مشهورترین شاعران آفریقایی-آمریکایی در جهان است. کارهای او مستقیماً به تجربه آمریکایی‌های آفریقایی‌تبار در چرخش آهنگ سیاه نرم و دیگر آثار اشاره دارد.
- چارلز لمب (۱۷۷۵–۱۸۳۴)، مشهور به خاطر مقاله‌های الیا و کتاب کودکانه قصه‌هایی از شکسپیر، که در این اثر با خواهرش، مری لمب (۱۷۴۷–۱۸۴۷) همکاری داشته‌است.
- ادوارد لیر (۱۸۸۸–۱۸۱۲) اولین کسی بود که در نوشتن خود از لیمریک (نوعی شعر کوتاه طنز) استفاده کرد و در سال ۱۸۴۶، کتابی از مزخرفات را نوشت و سپس شعرهای احمقانه و نئولوژیسم را ارائه کرد.
- برایان موسی (متولد ۱۹۵۰) یکی از شاعران محبوب کودکان در بریتانیا است، هم برای شعرهای خودش و هم برای گلچین‌هایی که ویرایش کرده و در بیش از دو هزار مدرسه در سراسر انگلیس و اروپا اجرا کرده‌است.
- جک پرلوتسکی (متولد ۱۹۴۰) - نویسنده آثاری مانند گوفر در باغ و دیگر اشعار حیوانات، جک پرلوتسکی به عنوان برنده جایزه شاعر جوانان در سال ۲۰۰۶ توسط بنیاد شعر انتخاب شد.
- مایکل روزن، گوینده، داستان‌نویس و شاعر کودک و نویسنده ۱۴۰ کتاب است. وی در ژوئن ۲۰۰۷ به عنوان پنجمین برنده ادبیات کودک منصوب و جانشین ژاکلین ویلسون شد و این افتخار را تا سال ۲۰۰۹ داشت.
- دکتر زوس - نویسنده بسیاری از کتابهای شعر کودکانه از جمله گربه کلاه به سر، تخم مرغ‌های سبز و ژامبون و چگونه گرینچ کریسمس را دزدید!.
- شل سیلوراستاین - نویسنده آثاری مانند جایی که پیاده‌رو به پایان می‌رسد، نوری در اتاق زیر شیروانی و درخت بخشنده.
- ژان اسپراکلند (متولد ۱۹۶۲)، شاعر انگلیسی، نویسنده سه مجموعه شعر است که آنها را از سال ۱۹۹۷ منتشر کرده‌است.
- راجر استیونز یک شاعر، نویسنده، موسیقی دان و هنرمند در زمینه اجرا است. شعرهای وی در بیش از صد گلچین ظاهر شده‌است.
- رابرت لویی استیونسون - نویسنده آثاری مانند باغ کودک مصرع‌ها.
- جین تیلور (شاعر) (۱۷۸۳–۱۸۲۴) که به همراه خواهرش چشمک بزن ستاره کوچولو را نوشته‌است.
- جودیت وایورست (متولد ۱۹۳۱) به خاطر شعر مشاهده ای طنزآمیز و ادبیات کودکانش مشهور است.
- گز والش یک شاعر و کمدین استندآپ است که بیشتر به عنوان نویسنده کتاب شعر کلاسیک کودکانه خال روی ماتحتم شناخته می‌شود.
- ژاکلین وودسون (متولد ۱۹۶۳)، برنده نشان نیوبری، نویسنده دختر قهوه ای در خواب، رمانی برای نوجوان که به صورت شعر نوشته شده‌است.[۶]